# Mie Oon Lordi
Mie oon Lordi es un libro publicado el 11 de noviembre de 2006 sobre Lordi. El libro está escrito por Helsingin Sanomat y editado por Jussi Ahlroth.
El libro menciona a Lordi y a todos los miembros de la banda pasados y presentes desde la infancia de Tomi Putaansuu hasta la victoria en el Festival de la Canción de Eurovisión 2006. El libro también incluye un montón de material inédito de la banda, sobre todo desde los primeros días que se fundó. Mie Oon Lordi no solo incluye una extensa historia de la banda, sino también una amplia sección del anexo, que se ocupa en detalle, de la demostración de la etapa de la banda, haciendo máscaras, accesorios y la fuente importante de inspiración para la banda, Kiss.